# Winklarn, Amstetten
Winklarn là một thị trấn ở huyện Amstetten trong bang Niederösterreich ở nước Áo. Đô thị này có diện tích 12,59 km², dân số năm 2001 là 1475 người.